# 1646 en arts plastiques
| Années des arts plastiques : 1643 - 1644 - 1645 - 1646 - 1647 - 1648 - 1649    |
| Décennies des arts plastiques : 1610 - 1620 - 1630 - 1640 - 1650 - 1660 - 1670 |

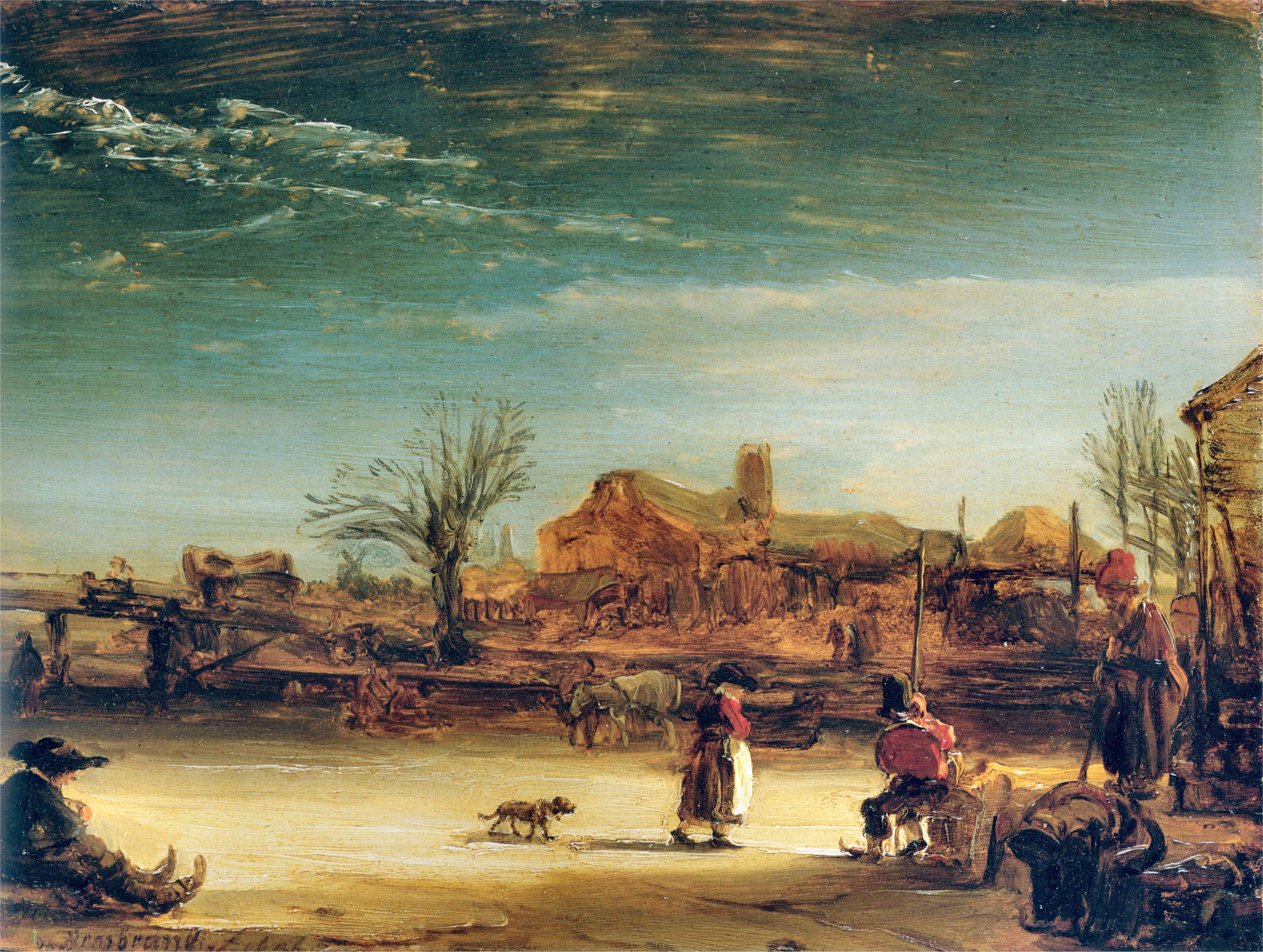
Paysage d'hiver, de Rembrandt.

Cette page concerne l'année 1646 en arts plastiques.

## Événements
- Le Sueur travaille à la décoration de l'hôtel Lambert (Cabinet de l'Amour, vers 1646-1647)[1].

## Œuvres
- La Circoncision, par Le Guerchin

## Naissances
- 1er avril : Hendrick Van Blarenberghe, peintre français († 13 mai 1712),
- 12 avril : Pier Dandini, peintre baroque italien de l'école florentine († 26 novembre 1712),
- 20 avril : Giacinto Calandrucci, graveur et peintre italien († 22 février 1707),
- 24 juillet : Madeleine Boullogne, peintre française († 30 janvier 1710),
- 8 août : Godfrey Kneller, peintre britannique († 19 octobre 1723),
- 3 octobre : Joseph Parrocel, peintre français († 1er mars 1704),
- ? :
  - Robert de Longe, peintre belge († 1709),
  - Francesco Monti, peintre italien († 1712),
- 1646 ou 1649 :
- Fiodor Ignatiev, peintre russe iconographe († 1720).

## Décès
- 10 avril : Santino Solari,  architecte et sculpteur né en suisse (° 1576),
- 22 juin : Daniel Dumonstier, dessinateur et peintre français (° 14 mai 1574),
- 28 octobre, William Dobson, peintre britannique (° 4 mars 1610),
- ? :
  - Antonio Bisquert, peintre espagnol (° 1596),
  - Guillaume Dumée, peintre français (° 1571),
  - François II Limosin, peintre émailleur français (° 1554),
  - Jehan II Limosin, peintre émailleur français (° vers 1561),
  - Ascensidonio Spacca, peintre italien (° 1557),
- Vers 1646 :
- Pieter van den Keere, graveur et cartographe néerlandais (° 1571).